# Pałac Szczuków w Szczuczynie
Pałac Szczuków w Szczuczynie – nieistniejący barokowy pałac na terenie miasta Szczuczyna, w powiecie grajewskim, w województwie podlaskim. Ruiny pałacu są wpisane do rejestru zabytków i znajdują się pod ochroną.
Pałac barokowy rozpoczęto budować w stylu palazzo in fortezza we wrześniu 1687 roku rozpoczynając od prac ziemnych i melioracyjnych, które ukończono w 1691 roku. Z listu Stanisława Antoniego Szczuki do żony z 1696 r. wynika, że starszy dwór od budowanego ówcześnie usytuowany był nad południowym brzegiem dużego stawu przy obecnej ul. Sienkiewicza.   
Późniejszy obiekt usytuowany był 200 m na południe od stawu i spalonego drewnianego dworu. Początkowo zbudowano niewielki zameczek obronny otoczony fortyfikacjami, nad którymi prace prowadził Francuz de Flaniers.  
W 1704 roku architekt Józef Piola zaprojektował nowy pałac barokowy, którego budowę rozpoczęto w 1705 roku. Na miejscu prace budowlane były prowadzone przez młodego architekta Józefa II Fontanę, który realizował od 1698 roku na terenie Szczuczyna także inne projekty dla Stanisława A. Szczuki. W latach 1705–1709 prowadzono prace budowlane przy pałacu. W 1709 roku Fontana sprowadził kamień do okładziny elewacji pałacowych. W 1710 Stanisław A. Szczuka zmarł, ale budowę kontynuowała jego żona Konstancja Maria Anna Potocka. W 1712 roku, podczas wojny północnej pałac został uszkodzony przez wojska szwedzkie Karola XII, jednak przypuszczalnie zniszczenia nie były duże, ponieważ w 1716 roku odnotowano, że rozwieszano w pałacu obrazy. Dawne fortyfikacje zastąpiły otaczające pałac ogrody.  
W roku 1733 pałac był zrujnowany, a w 1890 odnotowano, że pozostał po nim tylko wał, kamienie, belki i piwnice. Ruiny pałacu były rozbierane przez okoliczną ludność od końca XIX wieku do okresu międzywojennego. 
Fundamenty pałacu zostały odkryte i zbadane w latach 1966–1967 i 1977–1979. 
Pałac powstał na rzucie prostokąta o wymiarach 18 x 32 m z dwoma narożnymi alkierzami. Budynek miał dwa trakty i od południa dwubiegową klatkę schodową. Budynek był usytuowany na "godzinę 11" i był widokowo powiązany z zespołem kościoła i klasztoru pijarów.

## Badania archeologiczne
- 1966-1967 - dr Anna Czapska,
- 1977-1979 - dr Maciej Czarnecki na zlecenie Wojewódzkiego Konserwatora Zabytków.